# Lithacodes fasciola
Lithacodes fasciola is een vlinder uit de familie van de slakrupsvlinders (Limacodidae). De wetenschappelijke naam werd gepubliceerd in 1854 door Herrich-Schäffer.